# Batsaikhany Dulguun
Batsaikhany Dulguun, född 26 oktober 1986, är en mongolisk simmare.
Dulguun tävlade för Mongoliet vid olympiska sommarspelen 2016 i Rio de Janeiro, där han blev utslagen i försöksheatet på 50 meter frisim.